# Инаятуллах Канбу
Инаятуллах Канбу (перс. عنایت‌الله کمبوه‎; ок. 1608, Бурханпур — 1671, Дели) — персидский писатель эпохи империи Великих Моголов.
Предки Инаятуллаха Канбу были родом из Лахора, а сам родился в Бурханпуре в 1606 или 1608 году. Писал на персидском языке. Составитель (и частично автор) «Бехар-е данеш» («Чертог познания», в русском пер. «Книга о верных и неверных жёнах», закончена в 1651), сборнике древних индийских сказок в персидской обработке, а также исторического произведения «Тарих-е делгуша», посвящённого Шах-Джахану, правителю империи Великих Моголов (1628—1658).
Инаятуллах Канбу умер в Дели в 1671 году.